# ایزوسورباید دی نیترات
ایزوسورباید دی نیترات (به انگلیسی: Isosorbide dinitrate)
نامهای تجارتی : Isordil - Isotrate - Sorate - Sobide TD - Sorbitrate - Sorbitrate SA - Dilatrate_SR - Iso_bid - Isonate TR - Isorbide
رده دارویی: نیترات
رده درمانی: گشادکننده عروق (وازودیلاتور)، ضد آنژین
اشکال دارویی: قرص زیرزبانی ۵ میلی گرمی، قرص ۱۰ میلی گرمی، قرص آهسته رهش ۴۰ میلی گرمی

## مکانیسم اثر
ایزوسورباید دی نیترات اثر ضدّ آنژینی خود را از طریق کاهش نیاز عضلهٔ میوکارد به اکسیژن و همینطور از طریق وازودیلاتاسیون محیطی اعمال می‌کند.
نکته از فارماکولوژی کاتزونگ: ایزوسورباید دی نیترات یک نیترات است و نیترات‌ها، در داخل عضله صاف دنیتراته شده و اکسید نیتریک (NO) آزاد می‌شود که گوانیلیل سیکلاز را تحریک نموده و cGMB آزاد می‌گردد که cGMB عضله صاف را شل می‌کند.
نکته‌ای دیگر از کاتزونگ: وریدها بیشترین حساسیت را به نیترات‌ها دارند، سپس شریانها و در آخر آرتریولها، کمترین حساسیت را دارند.
نکته از کاتزونگ: مکانیسم اصلی درمانی نیترات‌ها در درمان آنژین آرترواسکلروتیک، کاهش نیاز به اکسیژن می‌باشد. افزایش جریان خون کرونر از راه عروق جانبی در ناحیهٔ ایسکمیک، از سایر مکانیسم‌های احتمالی است. نیترات‌ها هیچگونه اثر مستقیمی بر میوکارد ندارند.
 نکته‌ای دیگر از کاتزونگ: نیترات‌ها و از جمله ایزوسورباید دی نیترات، با کاهش فشار خون، موجب تاکی کاردی رفلکسی قابل توجه و افزایش نیروی انقباضی قلب می‌شوند.

## موارد مصرف
- درمان و پروفیلاکسی (پیشگیری) از حمله حادّ آنژین صدری
- درمان بیماری ایسکمیک مزمن قلب (از طریق کاهش پره لود)
- داروی کمکی در درمان نارسایی احتقانی قلب (CHF)
- درمان اسپاسم منتشر مری بدون ریفلاکس گاستروازوفاژیال

## طریقه مصرف
- به عنوان درمان و پروفیلاکسی(پیشگیری) از حمله حادّ آنژین صدری و درمان بیماری ایسکمیک مزمن قلب (از طریق کاهش پره لود):

در بالغین: ۲/۵ تا ۱۰ میلی گرم از قرص زیرزبانی استفاده می‌شود. در خلال مرحلهٔ حادّ بیماری می‌توان این دوز را هر ۲ تا ۳ ساعت یک بار تکرار کرد. امّا جهت پیشگیری یا پروفیلاکسی باید از این دارو هر ۴ تا ۶ ساعت یک بار استفاده نمود.
روش دیگر فقط برای پروفیلاکسی: ۵ تا ۳۰ میلی گرم، از راه خوراکی، چهار بار در روز[این روش قبلاً به عنوان درمان نیز در نظر گرفته می‌شد!]
- به عنوان داروی کمکی در درمان نارسایی احتقانی قلب(CHF):

در بالغین با روش‌های ذیل تجویز می‌شود:
1. روش اول: ۵ تا ۱۰ میلی گرم از قرص زیرزبانی، هر ۳ تا ۴ ساعت تجویز می‌شود.
2. روش دوم:۲۰ تا ۴۰ میلی گرم از راه خوراکی مصرف می‌شود.

نکته: در درمان نارسایی احتقانی قلب، ایزوسورباید دی نیترات معمولاً همراه با داروهای گشادکنندهٔ عروق مصرف می‌شود.
- به عنوان درمان اسپاسم منتشر مری بدون ریفلاکس گاستروازوفاژیال:

در بالغین: ۱۰ تا ۳۰ میلی گرم ایزوسورباید دی نیترات از راه خوراکی هر ۴ ساعت تجویز می‌شود.

## موارد منع مصرف
- حساسیت مفرط نسبت به ایزوسورباید دی نیترات و سایر نیتراتها.
- آنمی شدید

## موارد احتیاط
- افزایش فشار داخل جمجمه
- تروما به سر
- گلوکوم زاویه باز یا بسته
- پایین بودن فشار سیستولیک(کمتر از ۹۰ میلی‌متر جیوه)
- در خلال روزهای اول بعد از MI

## تداخلات دارویی
- هیپوتانسیون ناشی از مصرف ایزوسورباید دی نیترات، به دنبال مصرف همزمان آن با داروهای ضد فشار خون، داروهای مسدودکننده کانال کلسیم، فنوتیازین‌ها و داروهای مسدود کننده بتا آدرنرژیک تشدید می‌گردد.

## عوارض جانبی
- در سلسله اعصاب مرکزی: سردرد، سرگیجه، تاری دید .
- در قلب و عروق: تپش قلب، تاکی کاردی، هیپوتانسیون ارتوستاتیک، خیز آرنج، سنکوپ، غش
- در پوست: وازودیلاتاسیون عروق پوستی و برافروختگی، راش، درماتیت
- در دستگاه گوارش: تهوع، استفراغ، خشکی دهان
- در موضع: سوزش زیر زبان
- در سایر قسمتها: واکنش افزایش حساسیت.